# Ornithospila moluccensis
Ornithospila moluccensis är en fjärilsart som beskrevs av Louis Beethoven Prout 1916. Ornithospila moluccensis ingår i släktet Ornithospila och familjen mätare. Inga underarter finns listade i Catalogue of Life.